# Кубок СРСР з футболу 1983
Кубок СРСР з футболу 1983 — 42-й розіграш кубкового футбольного турніру в СРСР. Володарем Кубка вчетверте став клуб «Шахтар» (Донецьк).

## 1/32 фіналу
| Дата       | Команда 1            | Рахунок            | Команда 2             |
| ---------- | -------------------- | ------------------ | --------------------- |
| 19.02.1983 | Гурія (Ланчхуті)     | 0:0 дч, (пен. 6:5) | Факел (Воронеж)       |
| 19.02.1983 | Даугава (Рига)       | 1:2                | Динамо (Кіров)        |
| 19.02.1983 | Зірка (Джизак)       | 0:1                | Локомотив (Москва)    |
| 19.02.1983 | Іскра (Смоленськ)    | 2:0                | Зоря (Ворошиловград)  |
| 19.02.1983 | Кайрат (Алма-Ата)    | 2:0                | Кузбас (Кемерово)     |
| 19.02.1983 | Колос (Нікополь)     | 1:0                | Текстильник (Іваново) |
| 19.02.1983 | Кубань (Краснодар)   | 3:0                | Дніпро (Могильов)     |
| 19.02.1983 | Памір (Душанбе)      | 0:1 дч             | Ротор (Волгоград)     |
| 19.02.1983 | СКА (Ростов-на-Дону) | +:-                | Металург (Запоріжжя)  |
| 19.02.1983 | СКА (Хабаровськ)     | +:- (неявка)       | Шинник (Ярославль)    |
| 19.02.1983 | Таврія (Сімферополь) | 1:0                | СКА Карпати (Львів)   |

Матч СКА (Ростов-на-Дону) — Металург (Запоріжжя) відмінено внаслідок дискваліфікації команди Металург (команда не надала у строк документи з учбово-тренувальної роботи до Управління футболу Спорткомітету СРСР). Команда СКА буде грати у 1/16 вдома згідно з жеребом.

## 1/16 фіналу
Згідно з регламентом, команди, які грали в 1/32 вдома, в 1/16 грають у гостях. А команди, які грали в 1/32 у гостях, в 1/16 грають вдома.
Локомотив (Москва) був номінальним господарем у матчі в Дніпропетровську.
| Дата       | Команда 1                | Рахунок            | Команда 2            |
| ---------- | ------------------------ | ------------------ | -------------------- |
| 24.02.1983 | Динамо (Кіров)           | 0:0 дч, (пен. 4:5) | Арарат (Єреван)      |
| 24.02.1983 | Дніпро (Дніпропетровськ) | 2:0                | Локомотив (Москва)   |
| 24.02.1983 | Зеніт (Ленінград)        | 3:0                | Іскра (Смоленськ)    |
| 24.02.1983 | Металіст (Харків)        | 0:0 дч, (пен. 6:5) | Кайрат (Алма-Ата)    |
| 24.02.1983 | Нефтчі (Баку)            | 1:1 дч, (пен. 3:4) | ЦСКА (Москва)        |
| 24.02.1983 | Пахтакор (Ташкент)       | 2:1                | СКА (Хабаровськ)     |
| 24.02.1983 | Ротор (Волгоград)        | 1:0                | Динамо (Тбілісі)     |
| 24.02.1983 | СКА (Ростов-на-Дону)     | 3:2                | Динамо (Мінськ)      |
| 24.02.1983 | Спартак (Москва)         | 3:2 дч             | Таврія (Сімферополь) |
| 24.02.1983 | Торпедо (Москва)         | 1:0                | Гурія (Ланчхуті)     |
| 24.02.1983 | Чорноморець (Одеса)      | 1:0                | Колос (Нікополь)     |
| 25.02.1983 | Динамо (Москва)          | 1:0                | Кубань (Краснодар)   |
| 25.02.1983 | Ністру (Кишинів)         | 0:2                | Торпедо (Кутаїсі)    |
| 25.02.1983 | Шахтар (Донецьк)         | 3:0                | Жальгіріс (Вільнюс)  |

## 1/8 фіналу
| Дата       | Команда 1                | Рахунок | Команда 2            |
| ---------- | ------------------------ | ------- | -------------------- |
| 03.03.1983 | Арарат (Єреван)          | 2:4     | Металіст (Харків)    |
| 03.03.1983 | Дніпро (Дніпропетровськ) | 3:1     | Торпедо (Москва)     |
| 03.03.1983 | Пахтакор (Ташкент)       | 0:1     | Динамо (Москва)      |
| 03.03.1983 | Спартак (Москва)         | 2:3 дч  | Шахтар (Донецьк)     |
| 03.03.1983 | Торпедо (Кутаїсі)        | 3:2 дч  | Ротор (Волгоград)    |
| 03.03.1983 | ЦСКА (Москва)            | 2:1     | СКА (Ростов-на-Дону) |
| 03.03.1983 | Чорноморець (Одеса)      | 0:2     | Зеніт (Ленінград)    |

## 1/4 фіналу
Команда Динамо (Київ) розпочала виступ у кубку з 1/4 внаслідок участі команди у весняній частині Кубка європейських чемпіонів.
| Дата       | Команда 1         | Рахунок            | Команда 2                |
| ---------- | ----------------- | ------------------ | ------------------------ |
| 11.03.1983 | Динамо (Москва)   | 1:3 дч             | Шахтар (Донецьк)         |
| 11.03.1983 | Зеніт (Ленінград) | 3:1                | Динамо (Київ)            |
| 11.03.1983 | Металіст (Харків) | 0:0 дч, (пен. 5:3) | Торпедо (Кутаїсі)        |
| 11.03.1983 | ЦСКА (Москва)     | 2:1                | Дніпро (Дніпропетровськ) |

## Півфінали
| Дата       | Команда 1        | Рахунок            | Команда 2         |
| ---------- | ---------------- | ------------------ | ----------------- |
| 19.03.1983 | ЦСКА (Москва)    | 0:1 дч             | Металіст (Харків) |
| 19.03.1983 | Шахтар (Донецьк) | 1:1 дч, (пен. 4:2) | Зеніт (Ленінград) |

## Фінал
| 8 травня 1983 |

| «Шахтар»   | 1 – 0    | «Металіст» |
| ---------- | -------- | ---------- |
| Ященко 23' | Протокол |            |

| Центральний стадіон (Москва) Глядачів: 30 000 Арбітр: Валерій Бутенко (Москва) |